# Самани
Самани́ (каз. Саманы) — село у складі Карабалицького району Костанайської області Казахстану. Входить до складу Боскольського сільського округу.
Населення — 49 осіб (2021; 87 у 2009, 201 у 1999, 250 у 1989).